# Трећи сазив Вијећа народа Републике Српске
Трећи сазив Вијећа народа РС је изабран 23. децембра 2010. године и имао је мандат од 4 године.
Састав је чинило 28 делегата и то по осам делегата из сваког конститутивног народа и четири делегата из реда Осталих.
Предсједавајући трећег сазива био је Момир Малић, делегат Клуба из реда српског народа и члан СНСД-а.

## Делегати
Делегати Клуба из реда српског народа:
- Момир Малић (Предсједавајући) - СНСД
- Милан Тукић - СНСД
- Новка Марковић - СНСД
- Дубравко Сувара - СНСД
- Александар Фулурија -СДС
- Божидар Васић - СДС
- Будимир Аћимовић - СП
- Перица Бундало - ПДП

Делегати Клуба из реда бошњачког народа:
- Мирсад Ђапо (Потпредсједавајући) - СДП БиХ
- Фехрет Терзић - СДП БиХ
- Изет Банда - СДП БиХ
- Шевкет Хафизовић - СДА
- Зинајда Хошић - СДА
- Мујо Хаџиомеровић - СДА
- Ибрахим Кујан - СДА
- Мирсад Мустафић - Странка за БиХ

Делегати Клуба из реда хрватског народа:
- Драго Видовић (Потпредсједавајући) - СНСД
- Весна Сладојевић - СНСД
- Милан Маринчић - СНСД
- Драган Јуричевић - СНСД
- Марио Караџа - СНСД
- Иванка Гаврић - ХСС - НХИ
- Томислав Томљановић - ХСС - НХИ
- Јосип Јерковић - ХДЗ БиХ

Делегати Клуба из реда Осталих народа:
- Мирослав Микеш (Јевреј) (Потпредсједавајући) - СНСД
- Франц Сошња (Словенац) - СНСД
- Саша Мићин (Мађар) - СНСД
- Милоје Делетић (Црногорац) - СП